# Fritz Chwala

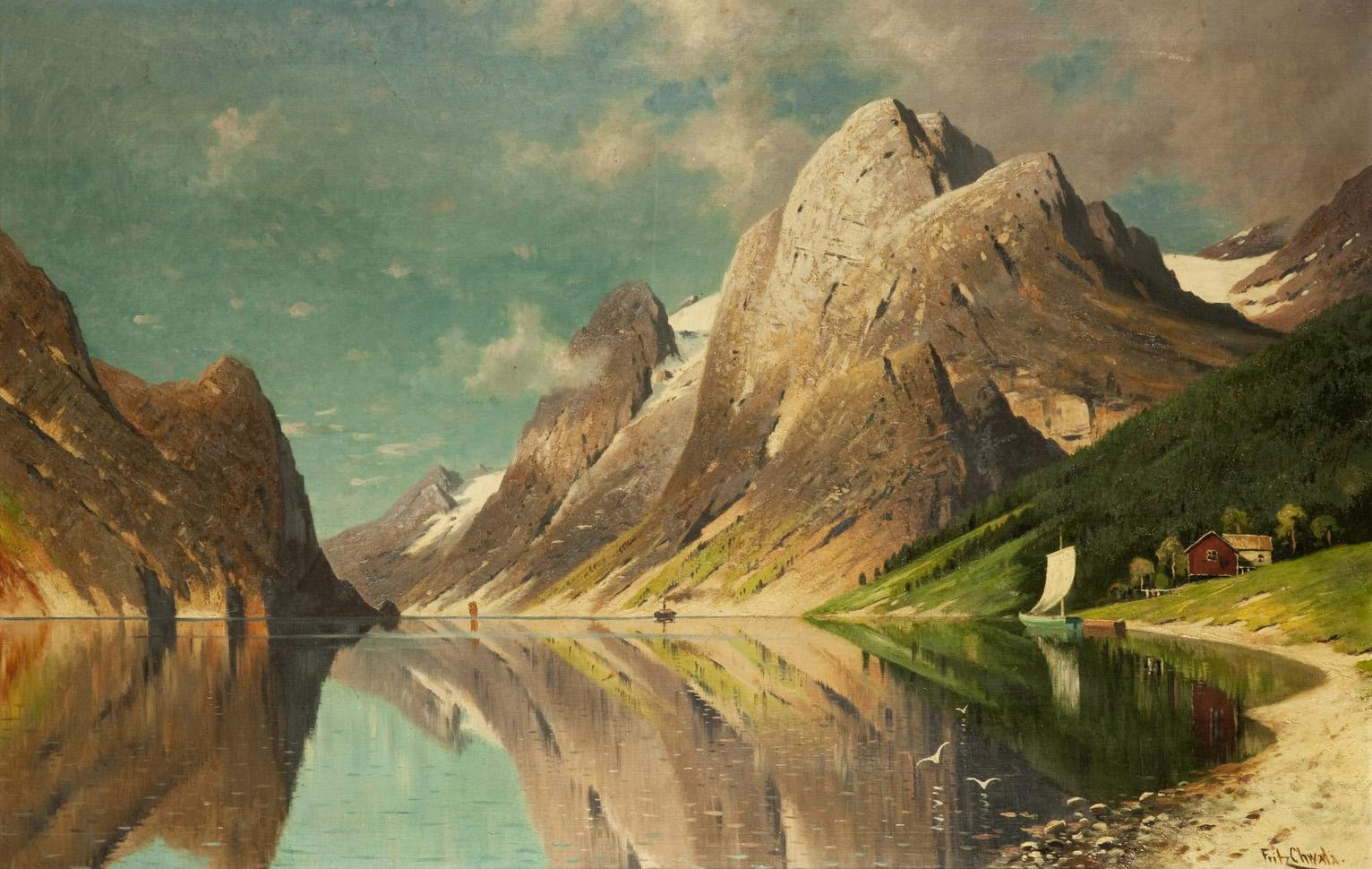
Bergsee

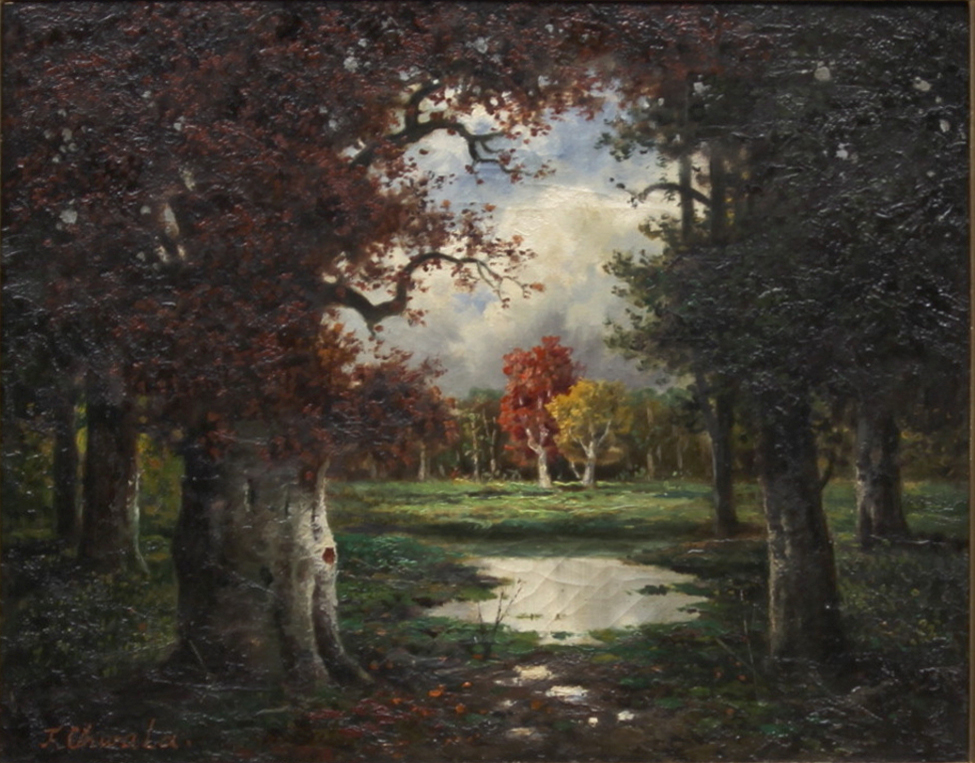
Waldszene

Friedrich Chwala (* 26. August 1872 in Wien; † 15. Juni 1936 ebenda) war ein österreichischer Landschaftsmaler, Sohn des tschechischen Malers Adolf Chwala (1836–1900).
Den ersten Malunterricht erhielt Chwala gemeinsam mit seiner Schwester Leopoldine im Atelier seines Vaters. Chwala setzte sein Malerstudium an der Akademie der bildenden Künste Wien fort.
Fritz Chwala schuf meistens alpine Landschaftsbilder, oft Mondlandschaften. Er besuchte Norwegen, wo er Fjordlandschaften darstellte.